# Harwell (Oxfordshire)
Pour les articles homonymes, voir Harwell.
Harwell est un village du comté d’Oxfordshire, au sud d’Oxford.
Il est connu pour l’établissement de recherche atomique d'Harwell, créé en 1946, qui se trouve à proximité.